# Limnephilus flavospinosus
Limnephilus flavospinosus là một loài Trichoptera trong họ Limnephilidae. Chúng phân bố ở miền Cổ bắc.